# Rudolph von Richter
Rudolph Richter, seit 1905 Ritter von Richter (* 11. September 1835 in Schney, Oberfranken; † 6. August 1919 in München) war ein deutscher Militärjurist (Auditor) und zuletzt Präsident des bayerischen Senats am Reichsmilitärgericht (1905–1908).

## Herkunft
Rudolph Wilhelm Christoph Richter wurde als drittes Kind von Therese Frauenholz († 29. Oktober 1859) und Marian Johann Philipp Richter, Pfarrer, († 1. März 1866) geboren, dem Neffen des Dichters Jean Paul.

## Karriere
Während seines Studiums in Erlangen wurde Richter 1859 Mitglied der Burschenschaft der Bubenreuther. Nach dem Jurastudium begann er am 31. Oktober 1859 seine Dienstlaufbahn im Zivil-Staatsdienst als Rechtspraktikant beim Bezirksgericht Kronach.
Sein Eintritt in die Bayerische Armee erfolgte am 18. Mai 1863 bei der reitenden Abteilung des 3. Feldartillerie-Regiments „Königin Mutter“. Ab dem 18. Juni 1864 war er Unterauditor beim Generalkommando Würzburg. Am 31. März 1866 wurde er Bataillonsauditor beim 7. Jäger-Bataillon in Speyer. Am 12. April 1871 wechselte er zur Stadtkommandantschaft Zweibrücken als Regimentsauditor.
Richter nahm mit der 4. Armee-Division 1866 am Krieg gegen Preußen und während des Krieges gegen Frankreich auch an der Belagerung von Paris vom 19. September 1870 bis 28. Januar 1871 teil. Er wurde für seine hervorragenden Leistungen belobigt.
Am 5. November 1871 wurde Richter zur Besatzungsbrigade nach Metz versetzt. 1886 wurde Richter als Stabsauditor an die Kommandantur München versetzt, im Jahr darauf wechselte er zum Militärbezirksgericht München. Ab dem 29. Oktober 1893 war er sowohl als Oberauditor als auch als Oberstaatsanwalt tätig und wurde am 3. Mai 1898 zum Richterdienst am Generalauditoriat berufen.
Am 27. Juni 1900 ernannte ihn Prinzregent Luitpold von Bayern mit Wirkung vom 1. Oktober 1900 zum Gerichtsrat an dem zu diesem Datum gegründeten Reichsmilitärgericht in Berlin, wo er vom 1. Januar 1905 bis zu seinem Ruhestand am 1. September 1908 Präsident des für Bayern zuständigen Senats war, als Nachfolger des verstorbenen Clemens Ritter von Koppmann, dem Verfasser eines Kommentars zum Bayerischen Militärstrafgesetzbuch, München, 1870.
In Würdigung seiner Verdienste verlieh ihm Prinzregent Luitpold 1905 das Ritterkreuz des Verdienstordens der Bayerischen Krone. Damit verbunden war die Erhebung in den persönlichen Adelsstand und er durfte sich nach der Eintragung in die Adelsmatrikel ab dem 27. Februar 1906 „Ritter von Richter“ nennen. Er war außerdem Inhaber des Militärverdienstordens II. Klasse sowie des Roten Adlerordens und des Kronen-Ordens II. Klasse.
Am 22. Oktober 1900 wurde Richter zusätzlich Mitglied des Disziplinarhofs für richterliche Militärjustizbeamte.
Eine kurze Würdigung seines Berufslebens erfolgte in der Augsburger Abendzeitung anlässlich seiner Pensionierung.

## Familie
Am 29. Dezember 1866 heiratete Rudolf Richter Luise Josephina Jaeger (1846–1926), die Tochter des Arztes, Verlegers und Politikers Lukas Jäger. Die Heiratseinwilligung hatte König Ludwig II. am 6. Oktober 1866 erteilt.
Das Ehepaar hatte drei Töchter: Emma (1868–1936), Klosterfrau im Kloster Saint-Joseph de la Providence in Limoges (Frankreich) als „Soeur Marie-Raphael“, Auguste Maria Helena (1869–1924), verheiratet mit dem späteren Generalmajor Georg Steinbauer (1864–1949) und Hedwig Pauline Julia Lina (1872–1960).
Die Anzeige der Geburt von Auguste bei der Stadt Speyer unterschrieben neben dem Vater auch zwei Brüder der Mutter, Franz Jaeger und Richard Jaeger.